# Авраам
Авраа́м (др.-евр. ‬и ивр. אַבְרָהָם‎ [ʔabraːˈhaːm], совр. произношение [av.ʁaˈham] — «отец множества»; др.-греч. Ἀβραάμ; лат. Abrahám; араб. إِبرَاهِيْم‎ [ʔib.raː.hiːm]), изначально Авра́м — библейский персонаж: сын Фарры, отец Измаила и Исаака. Родоначальник евреев, идумеев и различных арабских племён; первый, кто в Библии называется евреем (Быт. 14:13). В раввинистической литературе первый из трёх патриархов (Авраам, Исаак, Иаков). В исламе соответствует Ибрахиму, сыну Азара.
Авраам — духовный предок всех верующих авраамических религий.

## Время жизни
По иудейской библейской хронологии, родился в 1948 году от сотворения мира, что в еврейском летоисчислении соответствует 1813 году до н. э.; прожил 175 лет и умер в 2123 от сотворения мира, что соответствует 1638 году до н. э.
По Септуагинте, которую использует Православная церковь, жил в 3394—3569 годах от сотворения мира, что соответствует 2115—1940 годам до н. э. по Константинопольской эре.
По ЭСБЕ, жил в 2040—1865 годах до н. э.

## В Священных Писаниях

### В Ветхом Завете
Повествование о жизни и деятельности Авраама содержится в Книге Бытия (11:26 — 25:10).

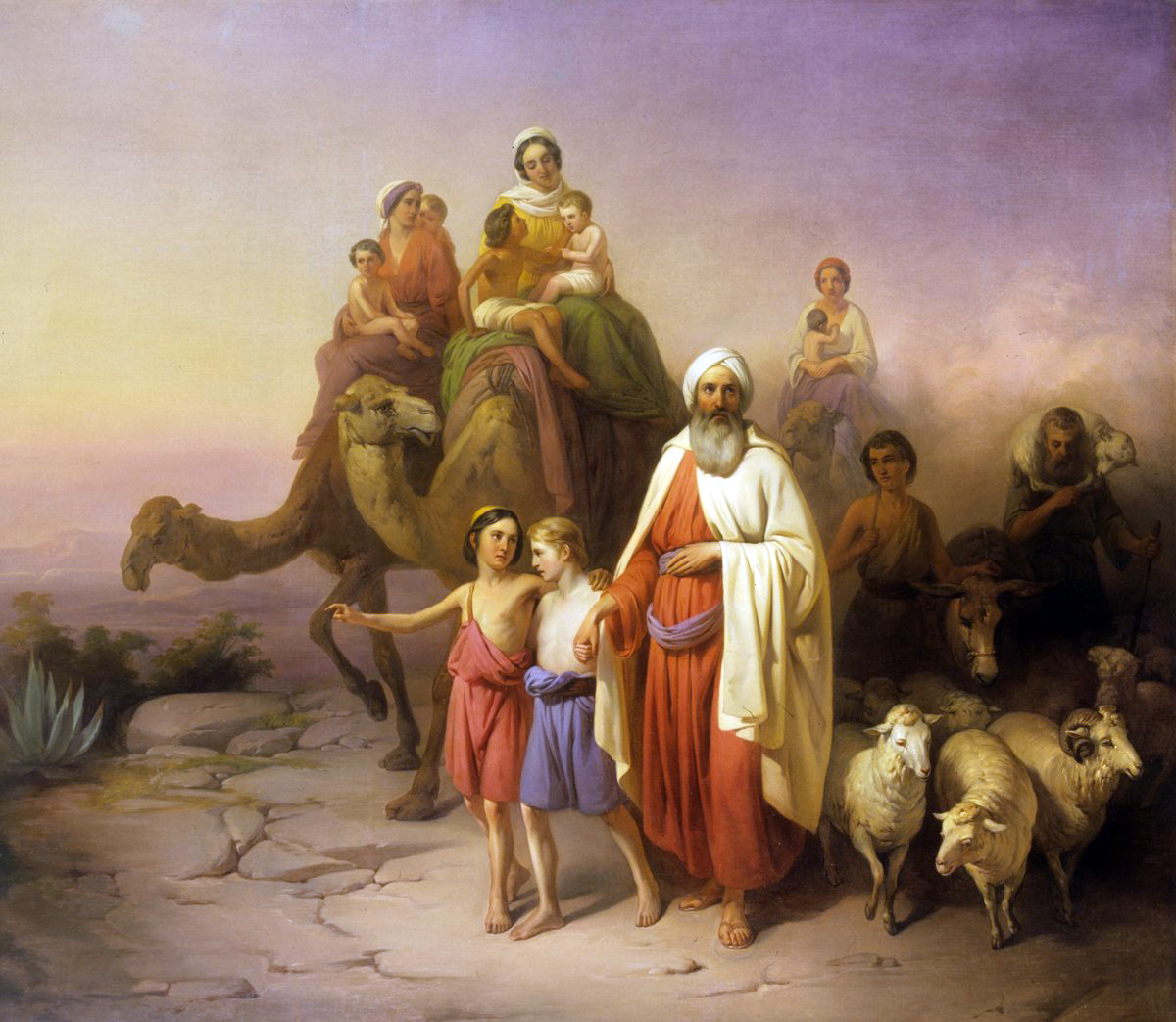
Переселение Авраама. Йожеф Молнар, 1850 год

Авраам, первоначальное имя которого было Аврам (אַבְרָם‎), родился в шумерском городе Ур (в Библии «Ур Халдейский»), одном из древнейших и важнейших городов южной древней Месопотамии. Там он женился на невестке своего отца Фарры (Быт. 11:31) или своей единокровной сестре Саре (Быт. 20:12), которой позже Бог дал имя Сарра (Быт. 17:15). Отец Аврама Фарра покинул Ур и, взяв с собой Аврама, Сару и Лота (своего внука от рано умершего сына Арана), направился в Ханаан (Быт. 11:31). По дороге, в городе Харране (Северная Месопотамия) Фарра умер в возрасте 205 лет (Быт. 11:32).
После этого Бог велел Авраму уйти из дома его отца и следовать, куда укажет. Также Бог пообещал, что произведёт от Аврама великий народ, благословит и возвеличит самого Аврама и через него — все народы на Земле. Тогда Аврам, которому на тот момент было 75 лет, вместе с женой Сарой, племянником Лотом, всем имуществом и людьми, которых имел, вышел из Харрана в землю хананеев. Господь сказал, что отдаст эту землю потомкам Аврама. Воздвигая жертвенники Богу, Аврам продолжал двигаться на юг, однако в той земле был голод, а потому, желая избежать его, Аврам направился в Египет (Быт. 12:1—10).
Приближаясь к этому государству, он велел своей жене Саре назваться сестрой, опасаясь, что из-за её красоты польстившиеся на Сару люди могут его убить. Египетские вельможи действительно сочли Сару весьма красивой и сообщили об этом фараону. Фараон взял её себе в жёны, а Авраму благодаря этому «было хорошо: он имел крупный и мелкий скот, ослов, рабов и рабынь, лошаков и верблюдов». Однако Бог поразил фараона тяжкими ударами и его дом из-за Сары. Фараон призвал к себе Аврама и спросил, почему же тот не сообщил, что Сара — его жена; после чего отпустил Аврама со всем имуществом, Сарой и Лотом; и фараоновы люди проводили их (Быт. 12:11—20).

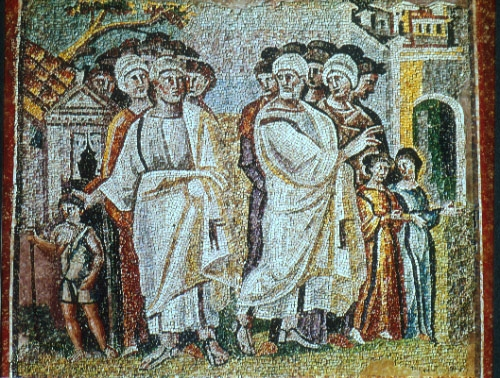
Отделение Лота. Мозаика нефа базилики Санта-Мария-Маджоре, V век

Аврам и Лот были настолько богаты скотом, серебром и золотом, что их имуществу не хватало места. Поэтому, чтобы между их пастухами не было раздоров, они разделились. Лот отправился на восток — в Иорданские окрестности, а Аврам стал жить в земле Ханаанской. После этого Бог ещё раз подтвердил, что отдаст эти земли Авраму и его потомкам, которых будет огромное количество (много, «как песка земного»). Аврам поселился у дубравы Мамре в Хевроне (Быт. 13). Однажды Аврама известили, что на Содом, где в то время жил Лот, напало объединённое войско Кедорлаомера, царя Эламского и союзных ему царей, которые разграбили и увели в плен содомлян. Тогда Аврам немедленно вооружил 318 своих рабов, догнал неприятеля и напал на него ночью, разгромив и преследуя до Ховы, благодаря чему вызволил из плена Лота и вернул своё и его имущество, а также женщин и народ. Возвратившись из похода, Аврам получил благословение Мелхиседека (Малки-Цедека, ивр. מַלְכִּי-צֶדֶק‎), царя Салима и «священника Бога Всевышнего». Когда царь Содома предложил Авраму забрать всю военную добычу себе, Аврам отказался, чтобы никто не мог сказать, будто обогатил Аврама. Однако доли, принадлежащие его людям, отдал Анеру, Эшколу и Мамрию (Быт. 14).

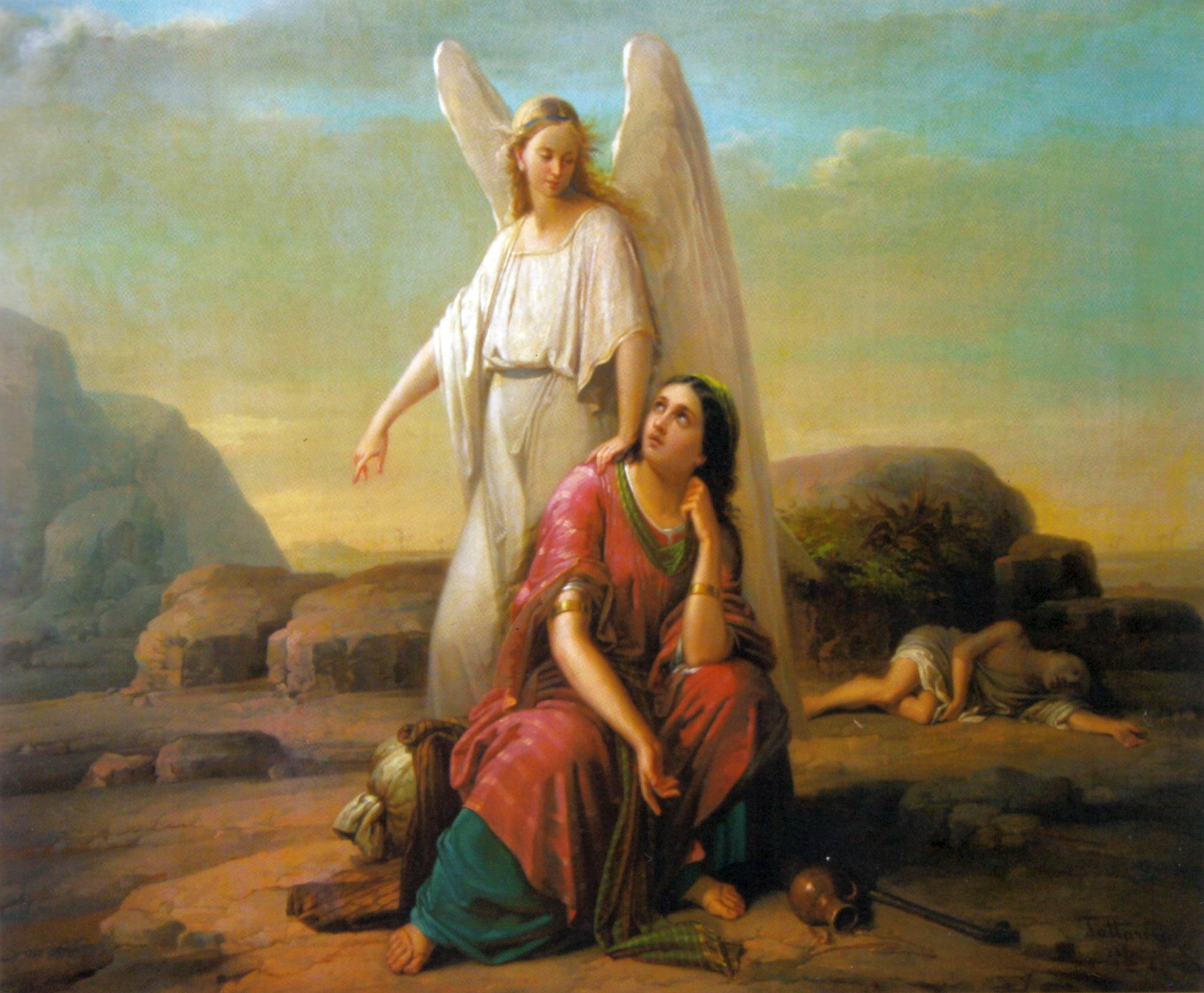
Агарь в пустыне. Георге Таттареску, 1870

После этих событий Бог в очередной раз подтвердил своё обещание дать Авраму многочисленное потомство, которому будет отдана земля от «реки египетской» до реки Евфрата и которое будет вначале порабощено, но потом освобождено и богато. Аврам по требованию Бога принёс ему в жертву трёхлетнюю телицу, трёхлетнюю козу, трёхлетнего барана, а также горлицу и молодого голубя. Все они, кроме птиц, были рассечены пополам (Быт. 15). Однако Сара была тогда бесплодна, и она отдала мужу свою рабыню — египтянку Агарь. Забеременевшая от Аврама Агарь стала презирать свою госпожу, и Сара обвинила в этом Аврама. Тогда Аврам дал своей жене право делать со служанкой всё, что угодно. Агарь бежала от притеснений в пустыню и у источника встретила ангела, который велел ей вернуться и покориться Саре, а также сообщил, что Бог услышал её страдания, что Агарь родит сына и назовёт его Измаилом. Когда Агарь родила Измаила, Авраму было 86 лет (Быт. 16).
Через тринадцать лет Бог явился Авраму, чтобы поставить с ним завет. Бог переименовал Аврама в Авраама и снова пообещал — теперь уже Аврааму, — что тот станет отцом множества потомков (и народов), что от него произойдут цари, и что Бог даст им землю Ханаан в вечное владение и будет им Богом. Бог повелел обрезать всякого человека мужского пола, включая младенцев в восьмой день от рождения, рождённых в доме и купленных за серебро у иноземцев. Душа же тех, кто не совершит обрезание, по словам Бога, будет истреблена. Девяностолетняя Сара была Богом переименована в Сарру. Бог также обещал, что Сарра родит Аврааму сына — Исаака. Авраам послушно исполнил волю Бога. Все домочадцы мужского пола, как рождённые в доме, так и купленные, были обрезаны. Аврааму было 99 лет, когда была обрезана его крайняя плоть (Быт. 17).

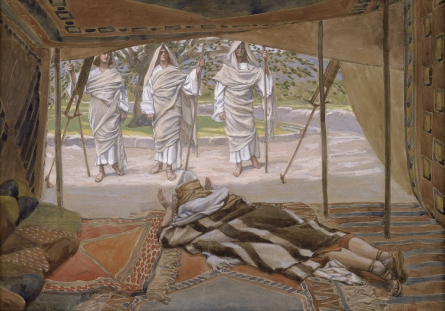
Авраам и три ангела, акварель Джеймса Тиссо, c. 1896—1902

Вскоре после обрезания Авраам в жаркий день сидел у входа в шатер. Там ему явился Бог, и Авраам тут же, подняв глаза, увидел трёх мужей-путников, которые приближались к его шатру. Авраам побежал к путникам, затем предложил омыть ноги мужей, принёс хлеба, масла и молока и приготовил телёнка. Бог сообщил, что через год снова явится Аврааму и даст сына Сарре. Сарра, услышав разговор Авраама с Богом, не поверила, поскольку была уже слишком стара, чтобы зачать, и засмеялась. Однако Бог подтвердил, что в назначенный срок будет у Сарры и даст ей сына. После этого Бог поделился с Авраамом своими планами: об избрании Авраама, чтобы тот заповедал сынам своим исполнять волю Господа, и о том, что Бог хочет узнать, точно ли Содом и Гоморра поступают так, как говорят об их грехах. И два мужа отправились в Содом и Гоморру, а Авраам стал торговаться с Богом, не желая, чтобы в тех городах погибли праведные вместе с неправедными. Снизив норму числа праведных, при которой эти города будут пощажены, с пятидесяти до десяти, Господь ушёл (Быт. 18).
После разрушения Содома и Гоморры и ухода Лота из Содома Авраам проезжал через город Герар. И опять из-за страха, что его убьют, чтобы завладеть его женой, он назвал Сарру своей сестрой. Сарра вновь попала к местному царю Авимелеху в жёны; и снова Бог явился Авимелеху во сне и сказал, что убьёт его, раз тот взял в жёны женщину, которая имеет мужа. Однако Авимелех не прикасался к Сарре и был невиновен. Сарра сама называла Авраама своим братом. Поэтому Бог велел Авимелеху вернуть жену мужу, пригрозив в ином случае смертью. Проснувшись, царь Авимелех позвал Авраама и спросил, за что тот навёл на его государство большой грех и поступил так, как не поступают. Авраам же сказал, что думал, будто нет в этом городе страха перед Богом и его убьют за его жену, и что Сарра действительно является его сестрой, поскольку она дочь его отца от другой женщины. И они договорились прикрываться этим в своих путешествиях. Тогда царь Герара дал Аврааму много рабов, скота и тысячу шекелей серебра; возвратил ему жену и оправдал её перед всеми, а также позволил свободно жить на его земле. Авраам помолился Господу, и Бог вернул дому Авимелеха способность рождать детей (Быт. 20).
Господь сдержал своё слово, и Сарра зачала и родила сына, несмотря на то, что была уже стара. Столетний Авраам нарёк сына Исааком и обрезал в восьмой день от его рождения. В день, когда Исаак был отнят от груди матери, отец устроил большой пир. Однако Измаил, сын Авраама от рабыни Агари, насмехался над Исааком. Увидевшая это Сарра сказала Аврааму, чтобы он выгнал рабыню вместе с её сыном. Аврааму это показалось весьма неприятным, но Бог подтвердил слова Сарры. И Авраам дал Агари хлеб и мех воды и отпустил её вместе с Измаилом. После этого Авраам заключил союз с Авимелехом о колодце в Вирсавии, выдав ему мелкого и крупного скота, насадил при Вирсавии рощу и жил в Филистимской земле как странник (Быт. 21).

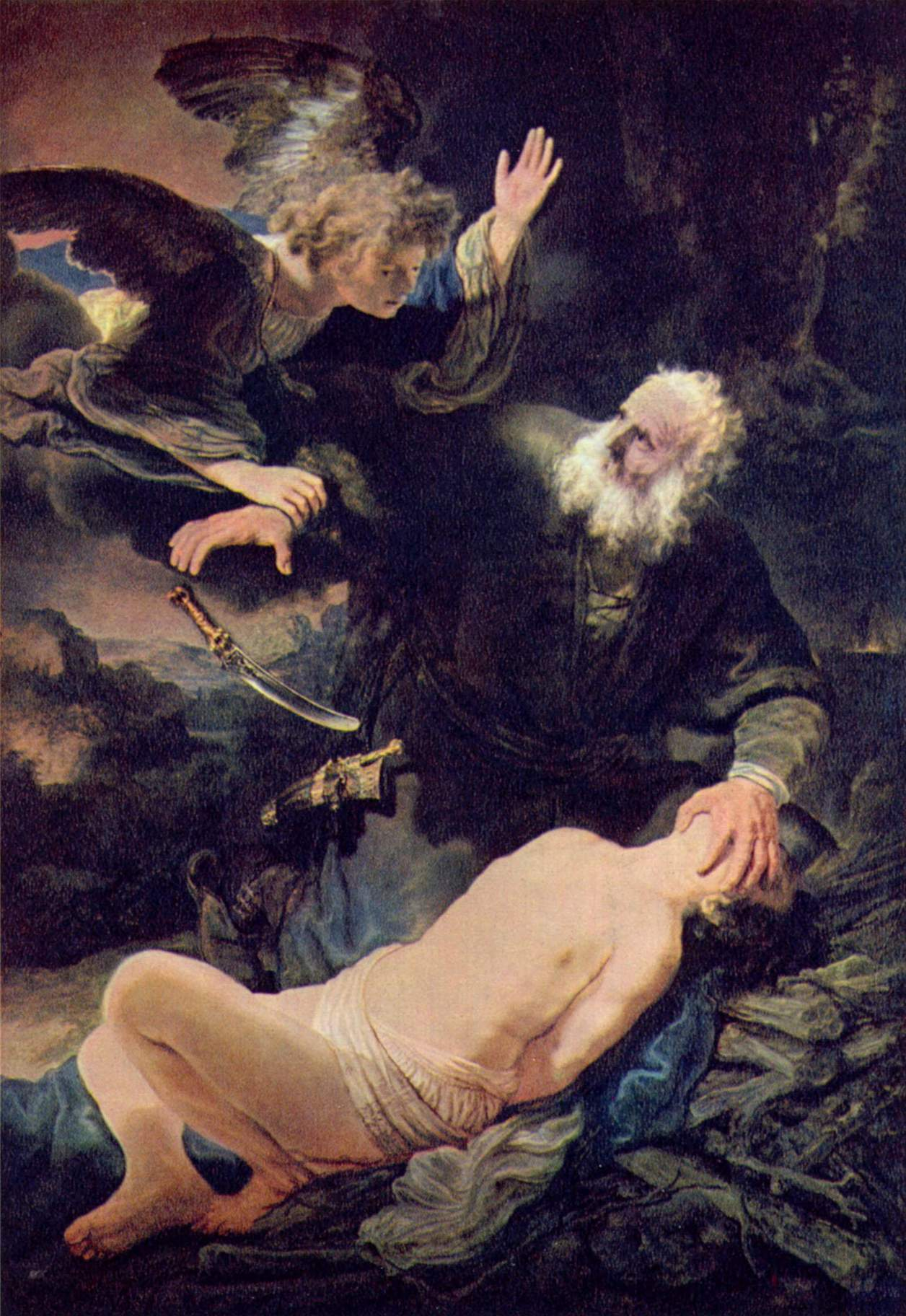
Жертвоприношение Исаака. Рембрандт, 1635 год

После этого Бог решил испытать послушание Авраама и велел ему принести в жертву Исаака на одной из гор в земле Мориа. Авраам вместе с Исааком и ещё двумя отроками, взяв наколотых для всесожжения дров и сев на своего осла, отправился в место, куда указал ему Бог. Прибыв туда на третий день пути, Авраам оставил осла и отроков и вместе с сыном поднялся на гору, сказав, что поклонится там и вернётся назад вместе с Исааком. По дороге на гору на вопрос сына о том, где же агнец для всесожжения, Авраам отвечал, что Бог укажет, однако на месте на вершине горы Авраам собрал жертвенник, разложил дрова и, связав Исаака, положил его поверх дров. Когда он занёс руку с ножом, чтобы заколоть сына, к нему с неба воззвал ангел. Через него Бог сообщил Аврааму, что теперь знает о его страхе перед Богом, а также повторил свои обещания Аврааму о множестве потомков и благословении, пообещав также им военные победы. После этих событий Авраам вернулся в Вирсавию (Быт. 22).
Сарра скончалась в возрасте 127 лет в Кириаф-Арбе, возле Хеврона. Для её погребения Авраам просил в собственность у хетта Ефрона пещеру Махпела около Хеврона. Хетты признали Авраама князем Божиим и продали ему эту пещеру с полем за четыреста шекелей серебра. После сего Авраам похоронил Сарру в этой пещере (Быт. 23).
Состарившись, Авраам послал своего старшего раба, возможно Элиезера, к своей родне в Северную Месопотамию на поиски невесты для Исаака, чтобы избежать брачных связей с ханаанеями. Раб-посланник с десятью верблюдами и сокровищами, выданными Авраамом, у города Нахора встретил добродетельную девушку, напоившую и его самого, и всех верблюдов. Этой девушкой оказалась Ревекка, дочь племянника Авраама Вафуила. В доме, где жила Ревекка, раб рассказал о жизни Авраама и о том, зачем пришёл. Родственники Ревекки сказали, что дело это от Господа, и без возражений отдали Ревекку. Раб сделал богатые подарки ей, её брату и матери и на следующий день повёз её к Аврааму и Исааку. Встретив Ревекку, Исаак женился на ней. Получив возлюбленную жену, Исаак утешился в печали по своей матери (Быт. 24).
В глубокой старости Авраам женился на Хеттуре, родившей ему ещё несколько детей: Зимрана, Иокшана, Медана, Мадиана, Ишбака и Шуаха. Все они, как и старший сын Авраама, Измаил, сделались родоначальниками различных арабских племён, чем и объясняется значение имени Авраама, как «отца множества племён» (Быт. 17:5). Авраам отдал всё, что у него было, своему сыну Исааку, а сыновьям от наложниц, которые у него были, дал подарки и отослал на восток. Скончался Авраам в возрасте 175 лет, престарелый и насыщенный жизнью, и был погребён Исааком и Измаилом рядом со своей женой Саррой в пещере Махпела в Хевроне (Быт. 25:1—10).

### В Новом Завете

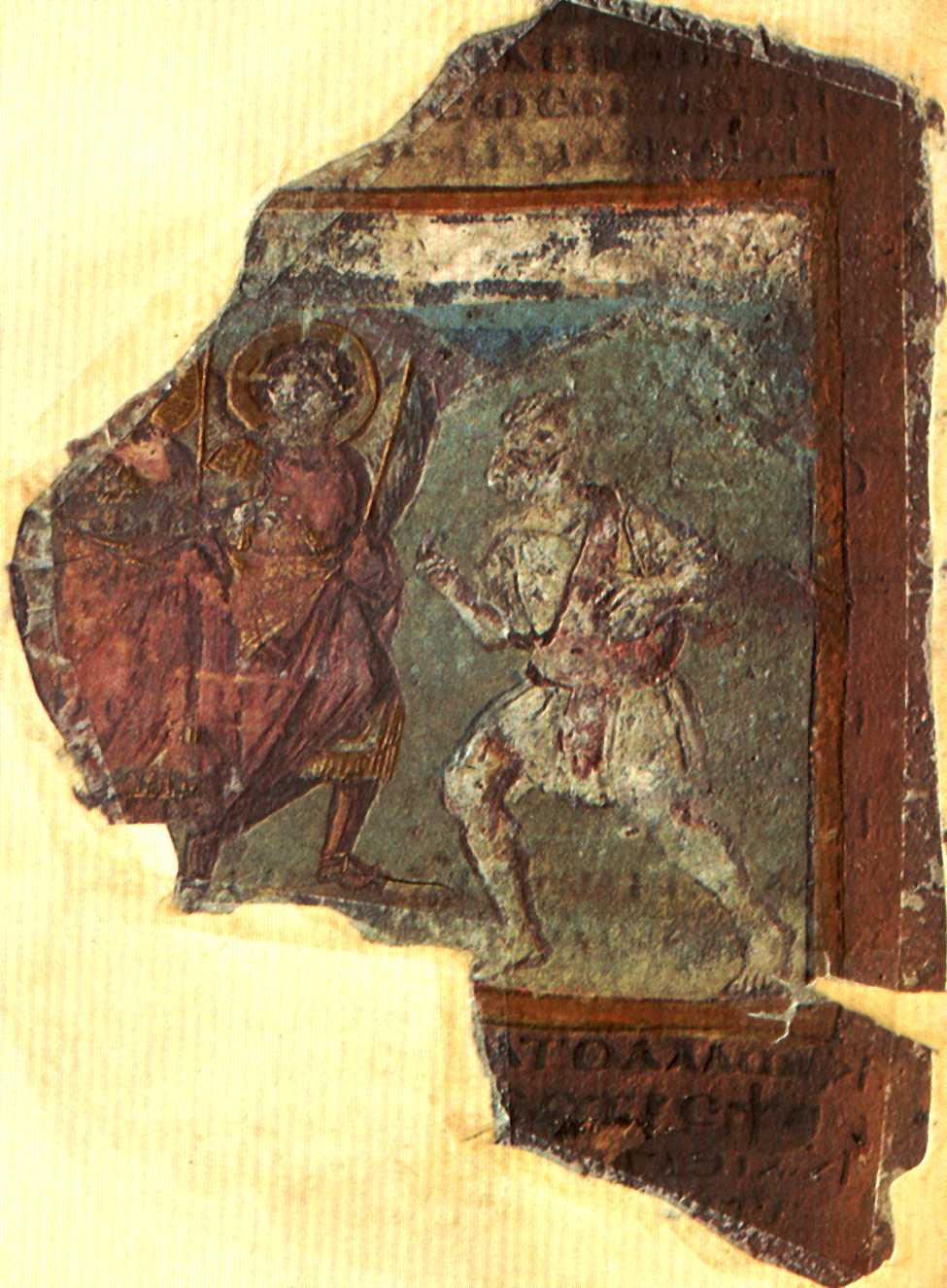
Авраам и три ангела. Коттоновский Генезис, V—VI века

В Новом Завете Авраам наряду с Моисеем наиболее часто упоминаемый ветхозаветный праведник. Родословие Иисуса возводится к прародителю всех евреев Аврааму: «Родословие Иисуса Христа, Сына Давидова, Сына Авраамова» (Мф. 1:1). В рождении Иисуса христианская традиция видит исполнение обетования Аврааму о том, что в семени его (которое, по слову апостола Павла, есть Христос), благословятся все народы земли (Быт. 22:18).
В Евангелии от Иоанна, а затем и в христианской богословской традиции, упоминания Авраама используются для обоснования божественности Иисуса Христа. В главе 8 описан спор Иисуса с фарисеями, сомневающимися, что тот послан от Бога. Фарисеи именуют себя «семенем Авраамовым» (Ин. 8:33) и утверждают, что не нуждаются в «освобождении» через познание истины, которую, по его собственным словам, несёт Христос. Иисус признаёт их телесное происхождение от Авраама (Ин. 8:37), но отрицает духовное: фарисеи не исполняют заветов патриарха, собираясь убить человека, возвещающего слово Бога (Ин. 8:39); из-за этого они не имеют права именоваться детьми Авраамовыми; их отец — диавол, чьи «похоти» они и исполняют (Ин. 8:44). Разгневанные фарисеи обвиняют Иисуса Христа в том, что он ставит себя выше давно умершего и пользующегося всеобщим почтением патриарха Авраама (Ин. 8:53). На это Иисус отвечает: «Авраам, отец ваш, рад был увидеть день Мой; и увидел и возрадовался» (Ин. 8:56) — то есть, по богословскому толкованию, знал о грядущем пришествии Христа-Мессии. Фарисеи недоумевают, поняв эти слова так, что Иисус, которому «нет ещё пятидесяти лет», будто бы жил одновременно с Авраамом (Ин. 8:57). На это Иисус говорит: «Прежде нежели был Авраам, Я есмь» (Ин. 8:58), утверждая тем самым, что он существовал вечно.

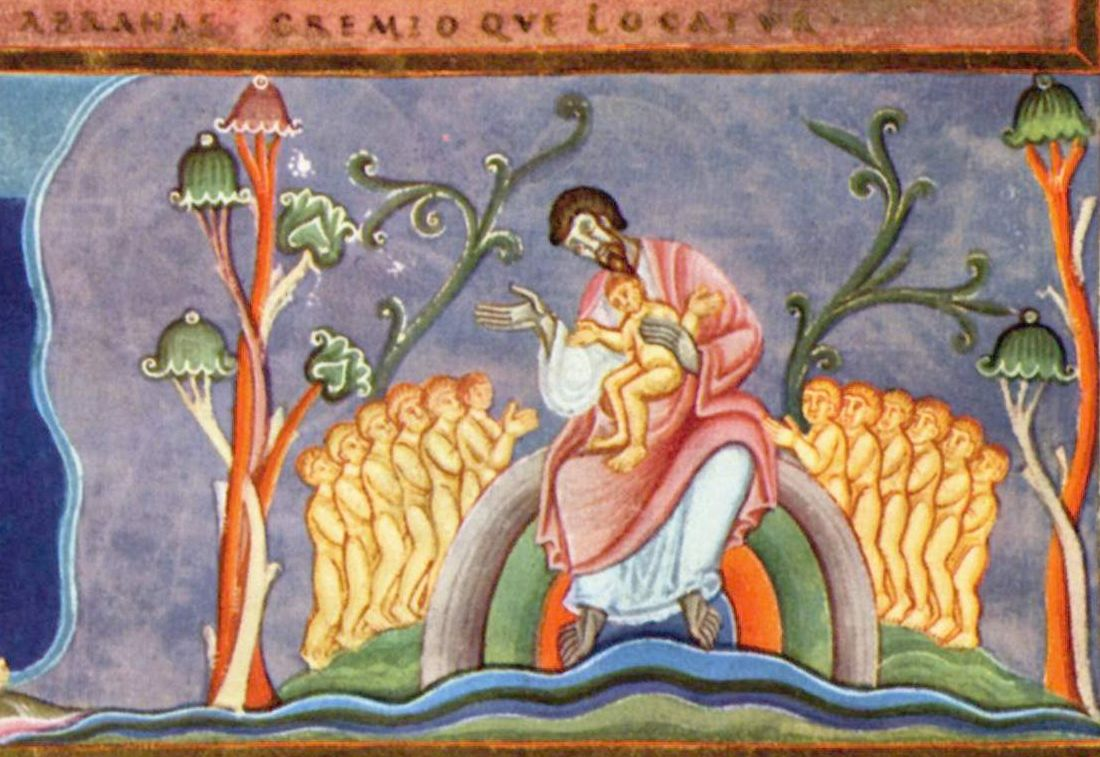
Лазарь на лоне авраамовом

Авраамово лоно упоминается в притче о «Богаче и Лазаре», рассказанной Иисусом Христом (Лк. 16:22). После этого происходит диалог Авраама и богача, который просит послать в его дом Лазаря, чтобы тот предупредил его братьев о наказании грешников: «Авраам сказал ему: у них есть Моисей и пророки; пусть слушают их. Он же сказал: нет, отче Аврааме, но если кто из мёртвых придёт к ним, покаются. Тогда [Авраам] сказал ему: если Моисея и пророков не слушают, то если бы кто и из мёртвых воскрес, не поверят» (Лк. 16:29—31).
В эпизоде с мытарем Закхеем евангелист Лука описывает осуждение Иисуса за то, что он зашёл в дом мытаря, которого считали человеком грешным. Закхей раскаивается и Христос говорит ему: «ныне пришло спасение дому сему, потому что и он сын Авраама» (Лк. 19:9).
Авраама упоминает Иоанн Креститель в своей проповеди покаяния: «Сотворите же достойные плоды покаяния и не думайте говорить в себе: отец у нас Авраам, ибо говорю вам, что Бог может из камней сих воздвигнуть детей Аврааму» (Лк. 3:8). Иоанн этими словами напоминает своим соотечественникам, что один лишь факт принадлежности к потомкам Авраама не спасёт их от Божьего гнева, если они не принесут покаяние. О том, что «не все дети Авраама, которые от семени его» (Рим. 9:7), пишет и апостол Павел.
В послании к христианской общине Галатии, состоявшей из бывших язычников, апостол Павел говорит, что «Писание, провидя, что Бог верою оправдает язычников, предвозвестило Аврааму: в тебе благословятся все народы» (Гал. 3:8). Авраамово благословение распространяется на язычников через Иисуса Христа (Гал. 3:14). По слову апостола Павла, обетования были даны Аврааму и семени его, «которое есть Христос… если же вы Христовы, то вы семя Авраамово и по обетованию наследники» (Гал. 3:16—29). Опираясь на ветхозаветный рассказ об Аврааме, вера которого вменилась ему в праведность (Быт. 15:6) до получения завета обрезания, Павел в Послании к Римлянам ставит праведность веры выше праведности закона:

И знак обрезания он получил, [как] печать праведности через веру, которую [имел] в необрезании, так что он стал отцом всех верующих в необрезании, чтобы и им вменилась праведность, и отцом обрезанных, не только [принявших] обрезание, но и ходящих по следам веры отца нашего Авраама, которую [имел он] в необрезании. Ибо не законом [даровано] Аврааму, или семени его, обетование — быть наследником мира, но праведностью веры. Если утверждающиеся на законе суть наследники, то тщетна вера, бездейственно обетование; ибо закон производит гнев, потому что, где нет закона, нет и преступления. Итак по вере, чтобы [было] по милости, дабы обетование было непреложно для всех, не только по закону, но и по вере потомков Авраама, который есть отец всем нам (как написано: Я поставил тебя отцом многих народов) пред Богом, Которому он поверил, животворящим мертвых и называющим несуществующее, как существующее.
— Рим. 4:11—17
В то же время, в Послании апостола Иакова именно на примере Авраама доказывается, что «вера без дел мертва»:

Не делами ли оправдался Авраам, отец наш, возложив на жертвенник Исаака, сына своего? Видишь ли, что вера содействовала делам его, и делами вера достигла совершенства? И исполнилось слово Писания: «веровал Авраам Богу, и это вменилось ему в праведность, и он наречен другом Божиим». Видите ли, что человек оправдывается делами, а не верою только?
— Иак. 2:21—24

### В Коране

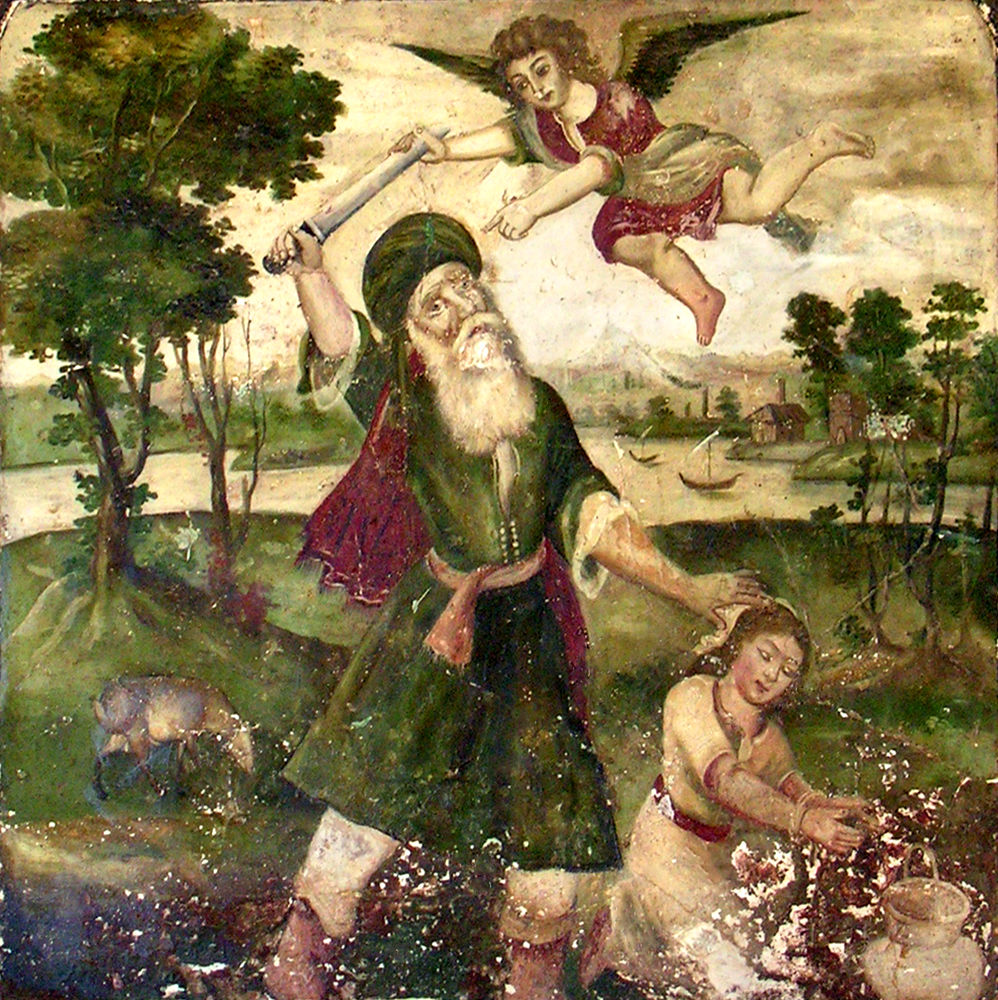
Фреска с изображением Ибрахима, которого останавливает ангел, не давая ему принести в жертву своего сына. Музей Хафт Танан (Семь могил) в Ширазе

В Коране Авраам выступает под именем Ибрахим. В его честь названа 14-я сура Корана, ниспосланная в Мекке (кроме мединских аятов 28 и 29) после суры «Нух» и состоящая из 52 аятов. Она получила своё название из-за упоминания в ней мольбы пророка Ибрахима к Аллаху. В исламе Ибрахим — один из величайших пророков (расуль) Аллаха, о котором в Коране сказано:

Есть ли кто-нибудь прекраснее своей верою того добродеющего, кто полностью предался Аллаху и последовал за верой Ибрахима-ханифа? А ведь Аллах сделал Ибрахима [Своим] другом.
Оригинальный текст (ар.)وَمَنْ أَحْسَنُ دِينًا مِّمَّنْ أَسْلَمَ وَجْهَهُ لِلَّهِ وَهُوَ مُحْسِنٌ وَاتَّبَعَ مِلَّةَ إِبْرَاهِيمَ حَنِيفًا وَاتَّخَذَ اللَّهُ إِبْرَاهِيمَ خَلِيلًا—  4:125

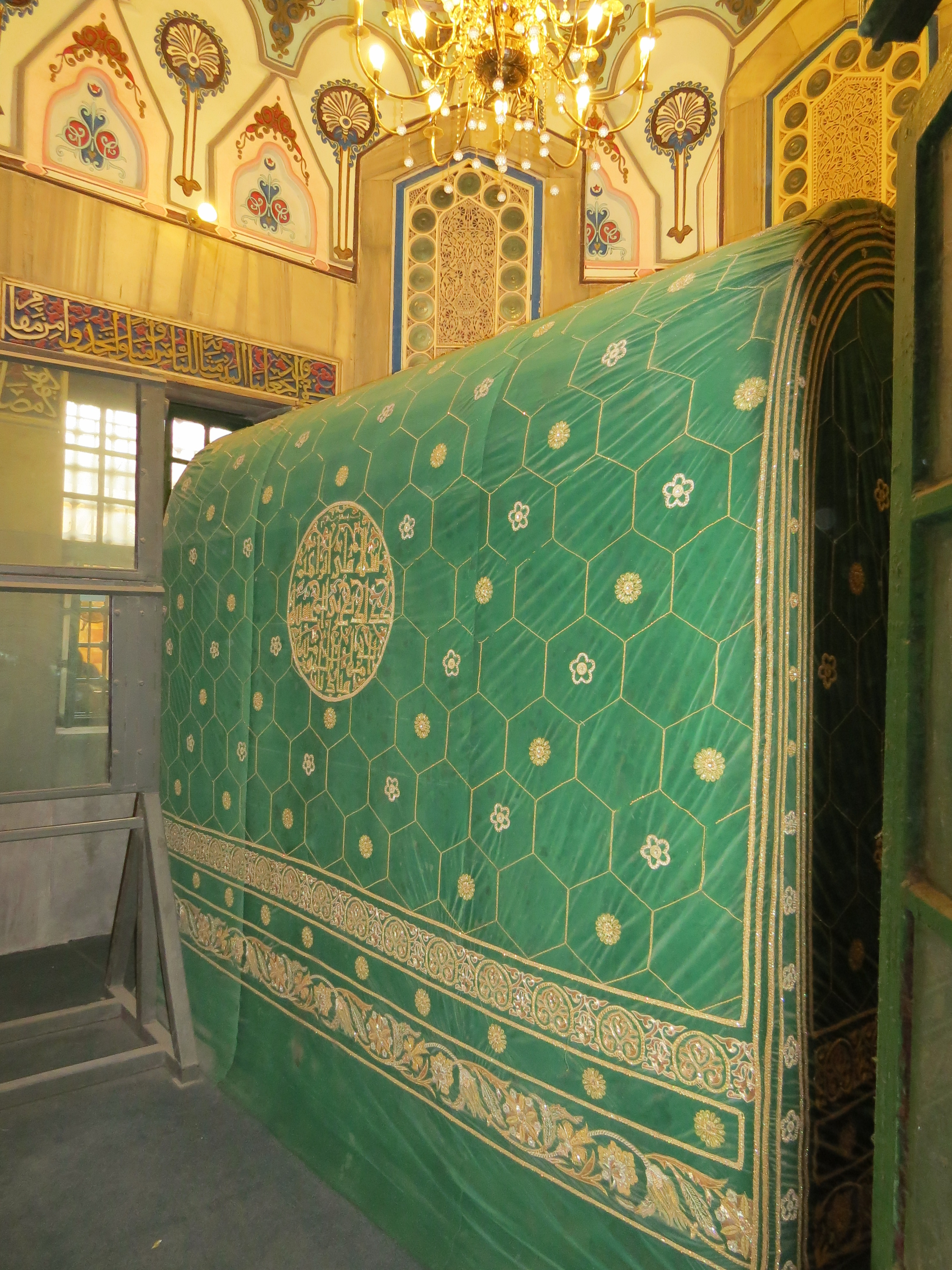
Могила Авраама в пещере Патриархов (Хеврон)

Рассказ Корана об Ибрахиме своими деталями частично повторяет библейское повествование (бесплодие Сарры, посягательство на неё египетского царя, рождение сына от служанки Агарь и т. п.). Особенно подробно Коран описывает борьбу Ибрахима с идолопоклонством, когда Ибрахим уничтожил идолов своего народа (аль-Анбия 21:51—67). За эту проповедь он был ввергнут в огонь по приказу царя Н`Амруда, но Аллах сделал для него огонь прохладным (аль-Анбия 21:69).
История жертвоприношения Ибрахимом (Авраамом) своего сына излагается и в Коране, но лишь в немногих стихах (ас-Саффат 37:100—106):

Когда сын достиг того, чтобы разделить усердие с ним, [Ибрахим] сказал: «О сын мой! Воистину, я видел во сне, что я приношу тебя в жертву с закланием. Что думаешь ты [об этом]?» Сын ответил: «О отец мой! Поступай так, как тебе велено. Если так будет угодно Аллаху, ты найдешь меня терпеливым». Когда они оба покорились [воле Аллаха] и [отец] поверг его [лицом вниз]… Воистину, это и есть явное испытание. И Мы заменили ему [сына] на большую жертву.
Сын Ибрахима в этом эпизоде в Коране по имени не назван, но в мусульманской традиции Исмаил (Измаил), а не Исаак был «забихуллах» — жертвой, выбранной Аллахом. Также считается, что это произошло в Мекке.

## Традиционные предания

### В иудаизме

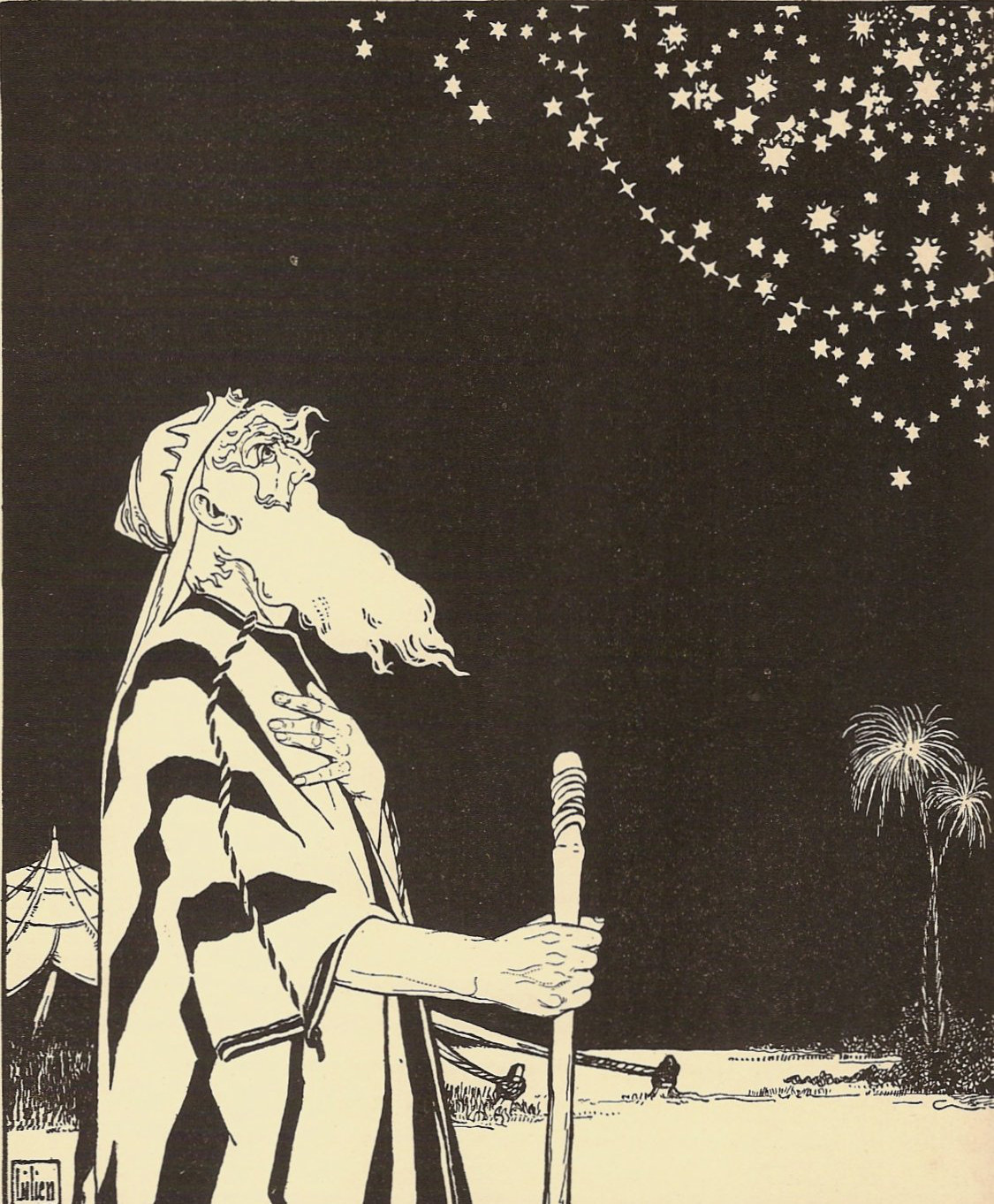
Авраам созерцает звёзды, Эфраим Моше Лилиен, 1908

В еврейских преданиях (мидрашах) Аврааму приписывается заслуга открытия идеи монотеизма и её развития. Ещё трёхлетним ребёнком, увидев закат солнца и исчезновение луны и звёзд, он осознает, что «Господин есть над ними — Ему-то я буду служить и возносить моления свои». Согласно мидрашу Берешит Рабба, Авраам разбил идолов своего отца Фарры.
Гора в земле Мориа, упоминаемая в истории жертвоприношения Исаака, отождествляется в еврейской традиции с горой Мориа в Иерусалиме, на которой Соломон построил Храм («И начал Соломон строить дом Господень в Иерусалиме на горе Мориа, которая указана была Давиду, отцу его, на месте, которое приготовил Давид, на гумне Орны Иевусеянина.» (2 Пар. 3:1)). Считается, что Храм на Храмовой горой был воздвигнут на том самом месте, где Авраам соорудил жертвенник для всесожжения.
Еврейские источники приписывают Аврааму авторство книги «Сефер йецира» («Книга творения»), которая является наиболее древним источником по Каббале. В Каббале раскрывается соответствие Авраама и сфиры хесед.

### В христианстве

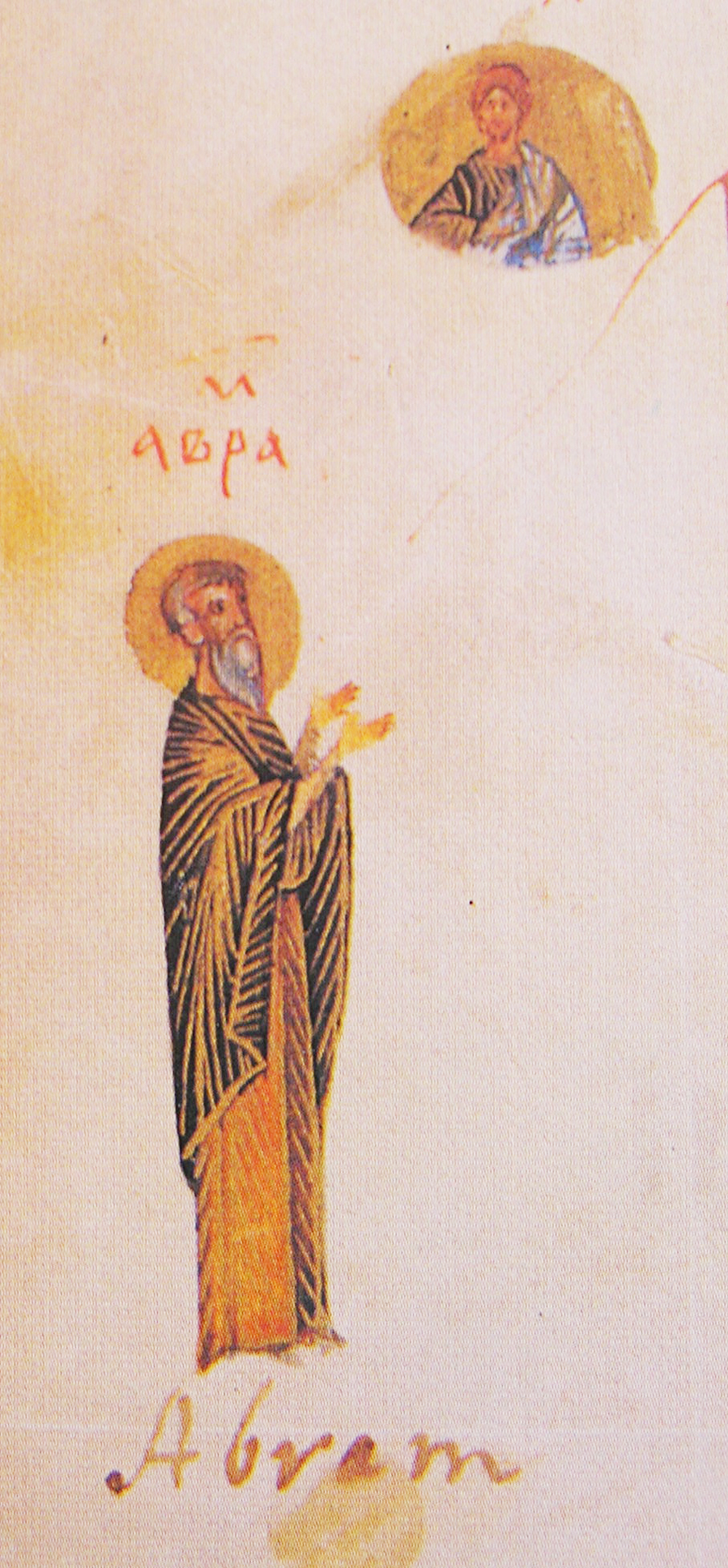
Изображение Авраама из Киевской Псалтири, 1397

Образ патриарха Авраама служит прототипом наивысшего благочестия и праведности как в Ветхом, так и в Новом Завете. По мнению Иоанна Златоуста, Авраам был хранителем и учителем веры и нравственности своего народа среди окружающих его язычников. Августин Блаженный писал, что обещание Бога Аврааму об умножении потомства и его благословении относится ко всему человечеству, на которое должно снизойти благословение Божие. В преподнесённых Аврааму Мельхиседеком хлебе и вине священномученик Киприан Карфагенский видел прообраз Евхаристии.
Святитель Григорий Нисский в своём сочинении «Слово о божестве Сына и Духа и похвала праведному Аврааму» рассматривает глас ангела к Аврааму во время жертвоприношения Исаака как одно из доказательств троичности Бога:

…кто же беседовавший с Авраамом? Ужели Отец? Но не скажешь, что Отец есть чей-нибудь ангел. Следовательно, Единородный Сын, о Котором говорит пророк:«Нарицается имя Его велика совета Ангел» (Ис. 9:6).
В раннехристианской доктрине жертвоприношение Исаака рассматривается как предсказание мученичества Христа. По мнению Отцов Церкви, Иисус сам указал на эту историю как на прообраз предстоящей его голгофской жертвы: «Авраам, отец ваш, рад был увидеть день Мой; и увидел и возрадовался» (Ин. 8:56). Это мнение содержится уже в трудах Иринея Лионского (II век) и развивается последующими богословами. Ими сравнивается послушание Исаака воле Авраама и Иисуса воле Бога Отца, несение Исааком дров на гору называется прообразом несения Иисусом Креста, а его путь на гору — крестным путём на Голгофу.

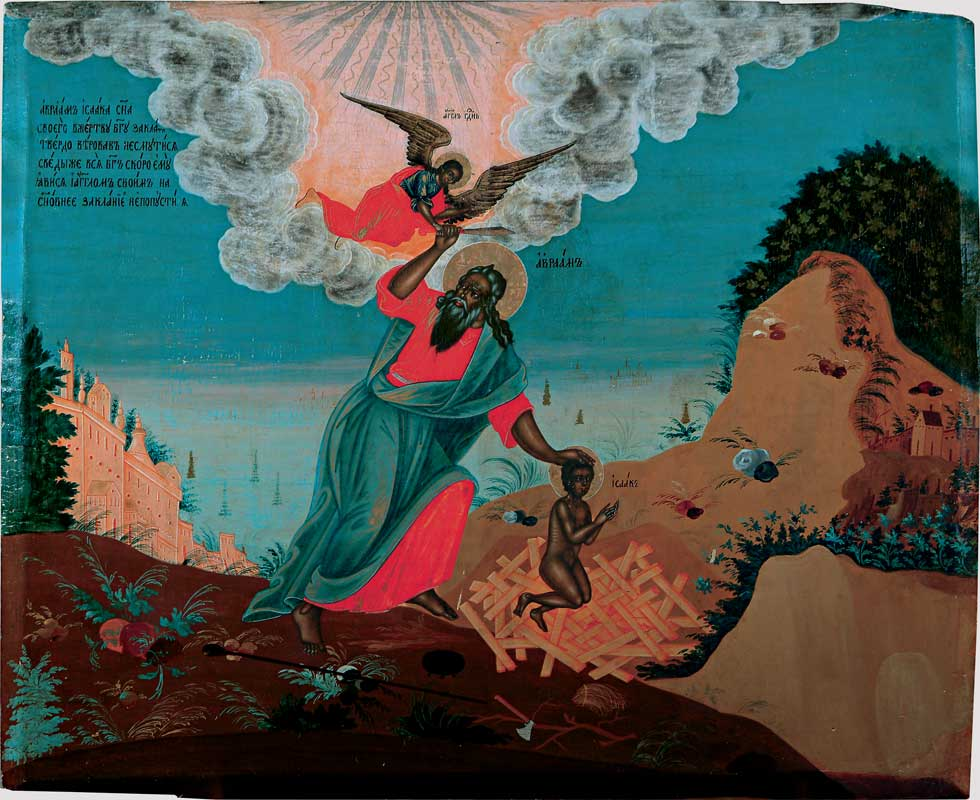
Жертвоприношение Исаака. Икона, конец XVIII века

Святитель Иоанн Златоуст, комментируя жертвоприношение Исаака, восхищается мужеством Авраама и смирением его сына, проявленном в ходе этого Божьего искушения:

Но кому здесь более удивляться и изумляться? Мужественному ли духу праотца, или покорности сына? Он не убежал, не огорчился поступком отца своего, но повиновался и покорился его намерению и как агнец безмолвно возлежал на жертвеннике, ожидая удара от руки отца. Когда все было уже приготовлено и не оставалось ничего более, то благий Господь, желая показать, что Он дал ему такое повеление не для действительнаго заклания сына, а для обнаружения всей добродетели праведника, являет наконец и собственное человеколюбие, увенчавая праведника за самое произволение, то есть самую решимость праотца принимая за действительно принесённую жертву.

### В античности
Согласно древнегреческому историку Николаю Дамасскому, Авраам был царём Дамаска, явившимся из земли халдеев. Затем он переселился в Ханаан.
По преданиям, Авраам занимался естественными науками, знал астрономию, химию и другие знания, которые он унаследовал на своей родине от халдеев и впоследствии распространял среди финикиян и даже египтян. Некоторые считают Авраама изобретателем буквенного шрифта и календарных вычислений; другие приписывают ему даже сочинение некоторых книг.

### В исламе
В исламе считается, что Аллах ниспослал ему Откровение в виде свитков (сухуф), в которых излагались основы веры.
Мусульмане считают Ибрахима строителем Каабы. Он построил её в Мекке вместе со своим сыном Исмаилом на том же месте, где она стояла во времена Адама. По окончании строительства Ибрахим научил Исмаила обрядам хаджа и сделал его хранителем Каабы.
Умер Ибрахим в Иерусалиме в возрасте 175 лет. Мусульмане построили мечеть над пещерой Махпела в Хевроне, в которой похоронен Авраам и которая является одной из величайших мусульманских святынь.

## В религиозной традиции

### В иудаизме
Образ Авраама занимает центральное место в исторической памяти еврейского народа. Описание его жизни и его испытаний рассматривается в еврейской традиции в качестве поучительного примера, символически отображающего последующую историю еврейского народа. Он рассматривается в еврейской традиции не только как родоначальник еврейского народа, но и как провозвестник монотеизма, который принёс людям веру в Единого Бога. Авраамические религии, а также многие философские идеи, лежащие в основе современной цивилизации, восходят к идеям и постулатам, провозглашённым Авраамом. Однако в тексте Пятикнижия нигде не упоминается о том, что Авраам провозгласил веру в Единого Бога впервые. Еврейские комментаторы подчёркивают, что, хотя лично для Авраама эта вера стала действительно открытием чего-то нового, однако объективно — это было восстановлением заново очень старой и почти забытой истины. Авраам был первым, кто серьёзно отнёсся к изначальному религиозному представлению о Боге. Фактически он был первым пророком древней веры. Авраам выдвигал нечто совершенно новое для того общества, в котором жил, призывая возвратиться к Единому Богу, возродить веру далёкого прошлого. С этой же целью он бродил по земле, неустанно взывая к имени Всевышнего; строя жертвенники; привлекая к себе тех, кто верил в Единого Бога, и пытаясь побудить других верить в Него. Его идеи, вероятно, казались его современникам варварскими и примитивными, и Авраам должен был восприниматься ими не в качестве новатора, а в качестве ультраконсерватора — приверженца забытого древнего культа. Одно из доказательств того, что вера в Единого Бога уже существовала во времена Авраама, содержится в самом Пятикнижии: это рассказ о встрече с Мелхиседеком, царём Салима, «священником Бога Всевышнего» (Быт. 14:18). Таким образом, Авраам был не одинок — у него были единомышленники, изолированные друг от друга и рассеянные в разных местах, но сохранившие веру в Единого Бога.
В библейском повествовании ярко выражена беспримерная верность и преданность Авраама Богу. Несмотря на все испытания, он беспрекословно выполняет приказания Бога. Кульминационным пунктом этих испытаний является жертвоприношение Исаака. Еврейская традиция рассматривает жертвоприношение Исаака как символ готовности к самым тяжёлым испытаниям во имя преданности Богу.
Мишна свидетельствует о том, что уже в I—II веках тема жертвоприношения Исаака содержалась в молитве, читавшейся в дни постов. Талмуд предписывает чтение рассказа о жертвоприношении Исаака в синагоге на второй день Рош ха-Шана и объясняет обычай трубить в шофар (изготовляемый из рога барана) в Рош ха-Шана как напоминание о том, что вместо Исаака в жертву был принесён баран.
В Библии подчёркивается исключительная связь между Богом и Авраамом. Эта связь приобрела впоследствии форму союза (завета; ивр. брит), заключённого между Богом и Авраамом. Этот союз имеет важнейшее значение в еврейской истории и в развитии общечеловеческой культуры. Он включает в себя три основных элемента:
1. избранность потомков Авраама по линии его сына Исаака;
2. обещание дать землю Ханаанскую в собственность этим избранным потомкам Авраама;
3. повеление следовать заветам Бога, которые включают как культовые заповеди, так и этические нормы поведения[16].

Повествование книги Бытие об Аврааме содержит лишь общее этическое предписание быть непорочным (Быт. 17:1), однако поведение Авраама, без сомнения, свидетельствует о наличие определённой системы моральных принципов. Так, Авраам приобретает известность своим гостеприимством, заступается за жителей Содома, отказывается от присвоения добычи в войне и категорически отклоняет предложение «сынов Хетта» получить пещеру Махпела в подарок.

### В христианстве

#### В православии

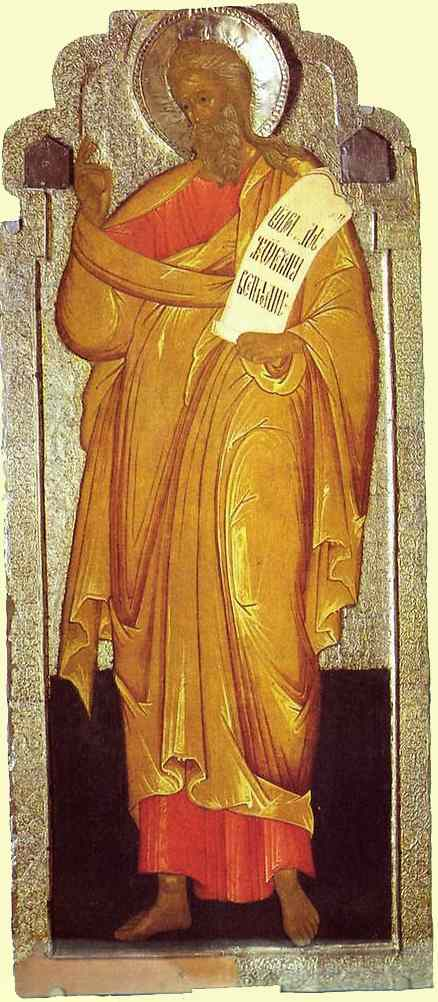
Авраам. Икона середины XVII века

Православная церковь почитает Авраама в лике праведных и совершает его память дважды в год: 9 октября (по юлианскому календарю) вместе с его племянником Лотом и в Неделю святых праотец во второе воскресение перед Рождеством Христовым.
Имя Авраама и связанные с ним ветхозаветные образы часто встречаются в православной гимнографии. Наиболее распространено в песнопениях упоминание лона Авраамова, которое встречается уже в древней литургии апостола Иакова: «Помяни, Господи… православных… Сам упокой их… в Царстве Твоем, в наслаждении райском, в недрах Авраама, Исаака и Иакова…».
Имя Авраама в молитве царя Манассии, читаемой на Великом повечерии, выступает как составная часть обращения к Богу: «Господи вседержителю, Боже отец наших, Авраамов, и Исааков, и Иаковль, и семене их праведного…».
Православная церковь использует ветхозаветные тексты, повествующие о жизни Авраама, в качестве паремий:
- рассказ о явлении Аврааму Бога в образе трёх путников под Мамврийским дубом (Быт. 18:20—33) читается за богослужением в четверг пятой седмицы Великого поста;
- рассказ о жертвоприношении Исаака (Быт. 22:1—18) читается на вечерни пятницы пятой недели Великого поста и Великой субботы[37].

Выражение «отец множества племён» (Быт. 17:5) трактуется в том смысле, что Авраам через Иисуса Христа стал отцом христианским народам. В 318 домочадцах Авраама (Быт. 14:14) составители богослужебного чина Православной церкви видели прообраз числа участников Первого Вселенского собора.
Явление Аврааму Бога в образе трёх путников (Быт. 18) рассматривается Православной церковью как символ троичного Божества, что и отразилось на иконах Троицы. Этот иконописный сюжет получил название «Гостеприимство Авраама».

### В исламе
Согласно исламу, Авраам (Ибрахим) был справедливым, набожным и добродетельным человеком. Он всю жизнь искренне служил Аллаху и вёл непримиримую борьбу с языческими верованиями, не жалея ни средств, ни собственной жизни. Он повсюду призывал людей уверовать в Аллаха, не совершать распутства и вести праведный образ жизни.
В исламе считается, что сын Авраама (Ибрахима) — Исмаил — был родоначальником арабского народа.

## Легенды и фольклор

### Славянские апокрифы
В славянской литературе предания об Аврааме нашли своё отражение в двух переводных апокрифах, основанных на греческих переводах еврейских сказаний.
- Откровение Авраама — рассказывает, что Авраам убеждается в бессилии идолов, которых делает его отец Фарра, и приходит к мысли о Боге, сотворившем всё. Тогда он услышал голос с неба, приказывающий ему после 40-дневного поста принести жертву Богу, и приставленный к Аврааму ангел Иоиль ведёт его на гору Хорив. Здесь Авраам приносит жертву и подвергается покушению дьявола Азазила, но ангел приказывает ему оставить Авраама. По захождении солнца Авраам вместе с Иоилем возносится на небо, сидя на крыле голубином. Он видит неописуемый свет; затем престол, стоящий на четырёх животных; семь небес и всё, что делается на них; землю, преисподнюю и Эдем, в котором находятся Адам, Ева и Азазил[40]. В русском переводе этот апокриф известен с XIV века (Сильвестровский сборник) и был включен в состав Палеи[41].
- Смерть Авраама (Завещание Авраама) — архангел Михаил является в образе путника в дом Авраама, чтобы возвестить ему наступление смерти, но не решается объявить ему печальную весть и просит Бога послать Аврааму память смертную, чтобы тот сам догадался о наступлении кончины. Воля Божия открывается Аврааму через сон Исаака. Перед смертью Авраам пожелал увидеть все дела Божии, и архангел вознёс его на небо. Там он увидел двое врат: широкие — ведущие людей на погибель; и узкие — в жизнь вечную. У ворот сидел Адам, плачущий при виде идущих через широкие врата и смеющийся при виде идущих через узкие (плакал он в семь раз больше, чем смеялся). Далее Авраам вместе с Михаилом побывал на судном месте, где Авель совершает суд, а Енох по книгам отыскивает грехи, которым ведёт запись. Здесь Авраам сам произносит приговор грешникам, ещё живущим на земле, проявив такую суровость, что Бог, до конца жизни ожидающий от людей покаяния, велит архангелу возвратить Авраама на землю. Далее следует рассказ о смерти Сарры, о женитьбе Исаака и о вторичной женитьбе Авраама. В конце апокрифа рассказывается о смерти Авраама. Смерть является ему украшенной великой красотой, но, по желанию Авраама, показывается ему и в своём настоящем виде: со многими головами из змей, из ножей, из огней. О погребении Авраама рассказывается согласно с Библией[42].

### Фольклорные параллели
Богослов и историк Введенский Д. И., проводя апологетические исследования, и обратившись к данным египтологии, обратил внимание на то, что в древнеегипетской повести «О двух братьях» сообщаются подробности очень напоминающие историю пребывания Авраама и Сарры в Египте. По сюжету повести «О двух братьях» чародеи доложили фараону, что они нашли локон женских волос, который должен принадлежать дочери бога Ра-Хорахте. Фараон приказал отыскать обладательницу локона. Прекрасная обладательница локона была найдена и приведена к фараону после чего её муж Бата терпел различные злоключения.
Историк Немировский А. А. отмечает, что история о пребывании Авраама и Сарры в Египте имеет вполне фольклорный характер и сравнивает со сказкой «Об обреченном царевиче», указывая на то, что в обоих случаях в центре повествования стоит сказочное соперничество героя с антагонистом из-за невесты/жены.
Антиковед С. Я. Лурье, изучая библейское повествование о пребывании евреев в Египте, обратил внимание, что строки Быт. 15:11 — 15:16 имеют сходство с «Пророчеством Неферти», указывая, что «мы mutatis mutandis имеем типичное египетское вступление к аналогичным рассказам: птицы, символизирующие грядущее несчастье, четвёртое поколение спасается»:
Родится чужая птица в топях Нижнего Египта,…
Азиаты — кочевники, и на востоке возникнут враги. Азиаты спустятся в Египет…
Не сон (?) ли это в моих глазах? Не сплю ли я, говоря, что я бодрствую?
И налетели на трупы хищные птицы; но Аврам отгонял их. При захождении солнца крепкий сон напал на Аврама, и вот, напал на него ужас и мрак великий. И сказал Господь Авраму: знай, что потомки твои будут пришельцами в земле не своей, и поработят их, и будут угнетать их четыреста лет, но Я произведу суд над народом, у которого они будут в порабощении; после сего они выйдут с большим имуществом, а ты отойдешь к отцам твоим в мире и будешь погребен в старости доброй; в четвёртом роде возвратятся они сюда: ибо мера беззаконий Аморреев доселе ещё не наполнилась (Быт. 15:11—16).

### Другие религии
Подробности о всех легендах об Аврааме содержатся в книге Беера «Leben Abrahams». Одни критики отождествляют Авраама с Брамою; другие с Зороастром; третьи, наподобие древнего Филона Александрийского, аллегоризировали историю патриархов, видя в них лишь олицетворение известных отвлечённых понятий. Критически-историческое освещение преданий об Аврааме можно найти у А. Гейгера «Urschrift etc» и Гитцига «Geschichte des Volks Israel».

## Семья
Имя матери Авраама в Пятикнижии не упоминается. По арабским источникам её звали Адна, а по еврейским — Аматлея; вероятно Аматсула — древнехалдейское женское имя, встречаемое в клинообразных надписях, а не позднейшее греческое Амалтея.
Книга Бытия:
- упоминает имя жены Авраама — Сара[51] — и говорит о том, что она была невесткой отца Фарры (Быт. 11:31) или сестрой Авраама от другой матери[52]. Впоследствии Бог велел Аврааму называть свою жену Саррой[53];
- упоминает, что служанка Сары, Агарь, родила Аврааму сына Измаила[54];
- упоминает, что впоследствии Сарра родила Аврааму сына Исаака[55].

Первая книга Паралипоменон:
- упоминает наложницу Авраама, Хеттуру, и её сыновей: Зимрана, Иокшана, Медана, Мадиана, Ишбака и Шуаха (1 Пар. 1:32).

Армянский историк Мхитар Айриванеци:
- упоминает жену Авраама, Халдеянку, и её сына Ореста[56];
- упоминает жену Авраама, Кетуру, и её сыновей: Емрана, Ескана, Ектана, Мадиана, Есбока и Совива[57].

## Исторический анализ

### Переселение в Ханаан

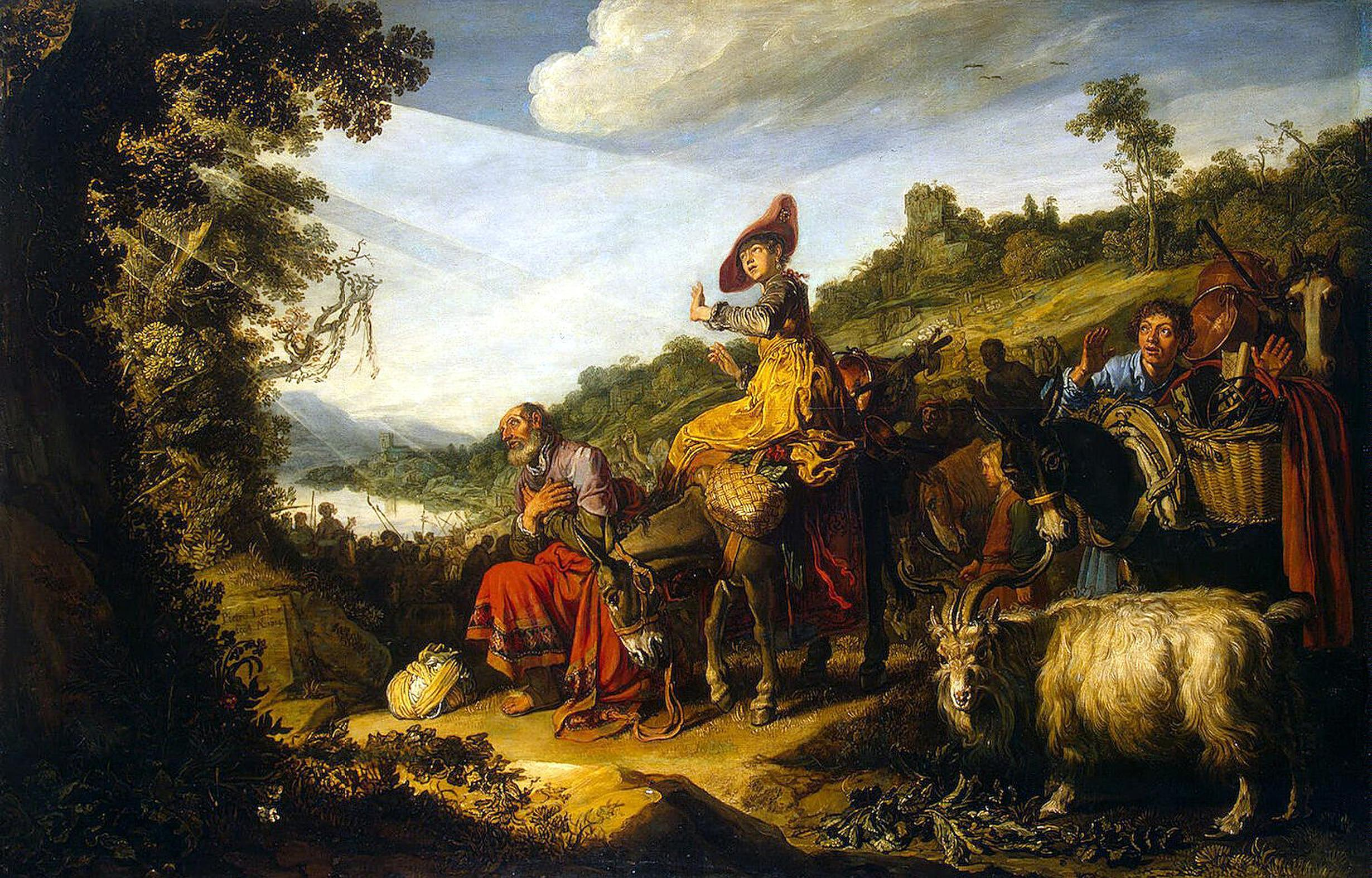
Авраам на пути в Ханаан. Питер Ластман, 1614, Эрмитаж

По мнению ряда исследователей, библейский рассказ о переселении семьи Авраама в Ханаан отражает происходившую в XIX—XVIII веках до н. э. интенсивную миграцию западно-семитских племён, называемых амореями или сутиями из Верхней Месопотамии в сиро-палестинский регион. Связь с Верхней Месопотамией нашла, в частности, отражение в именах отца, деда и прадеда Авраама (Фарра (Терах), Нахор, Серух), являющихся названиями городов и местностей в районе Харана, куда семья Фарры перешла из Ура. Имя их предка Евер (Эвер), означающее «переход», «заречье», связано с эпитетом иври — «(человек) из Эвера», то есть Заречья. Этот эпитет (который традиционно интерпретируется как «еврей») впервые применяется в Библии по отношению к Аврааму (Быт. 14:13), а затем — по отношению к израильтянам. Первоначально им могли называться все сутийские племена, перешедшие через Евфрат на пути из Верхней Месопотамии в Сирию и Ханаан.
Некоторые исследователи считают, что существует связь между эпитетом иври и наименованием хабиру (варианты: хапиру или апиру), которое встречается в аккадских и египетских источниках с конца 3-го тысячелетия до н. э. Эта точка зрения оспаривалась И. М. Дьяконовым, по мнению которого иврим и хапиру «не имеют между собой ничего общего; хапиру не были кочевниками, кем несомненно являлись ибрим, и их этнический состав был не только и не столько аморейско-сутийским, сколько ханаанейским, аккадским, и, возможно, хурритским и т. п.». При этом хапиру восходит к аккадскому глаголу habaru («быть изгнанным»). Однако точка зрения Дьяконова оспаривается западными исследователями, указывавшими на многочисленные свидетельства о кочевом характере хапиру.
Хапиру были чужеземцами, проникшими в Ханаан и остававшимися, по-видимому, чуждыми религии, культу и быту ханаанских народностей. Действительно, характерной чертой Авраама является полный разрыв с культурой страны его происхождения — Месопотамией — с одной стороны и отчуждённость от верований, культа и образа жизни ханаанеев — с другой. Авраам, как затем его сын и внук — патриархи Исаак и Иаков — не обладает в Ханаане собственной землёй и находится в зависимости от ханаанских царьков — правителей городов. Он поддерживает мирные отношения с окружающими племенами, но сохраняет свою обособленность во всём, что касается верований, культа и даже чистоты рода. Он посылает своего раба к родичам в Северную Месопотамию для того, чтобы привезти жену Исааку.
Согласно другой гипотезе, эпоха Авраама приходится на XXI—XX века до н. э. Эта гипотеза основана на сообщении Третьей книги Царств (3 Цар. 6:1), согласно которому между Исходом из Египта и началом постройки Соломоном Храма прошло 480 лет. Опираясь на внутрибиблейскую хронологию, можно подсчитать, что Авраам вышел из Харрана около 2091 года до н. э. Впрочем, по мнению большинства исследователей, период в 480 лет носит скорее символический характер (12 поколений по сорок лет). Кроме того, археологи не обнаружили свидетельств существования на территории Ханаана в XXI—XX веках до н. э. городов, подобных упоминаемым в библейских рассказах о патриархах.
Было также высказано предположение, что семья Фарры могла покинуть Ур около 1740 года до н. э., в период подавления восстания против вавилонского правителя Самсу-илуны, в котором участвовал и Ур. В 1739 году до н. э. город был разрушен войсками Самсу-илуны, вырезавшими значительную часть населения, и надолго обезлюдел. Именование Ура «Уром Халдейским» (Быт. 11:31) является анахронизмом, так как халдеи появились в Вавилонии лишь в 1100—1000 годах до н. э. Возможно, такое обозначение города возникло в период подъёма Ура во времена правления последнего царя Нововавилонской (Халдейской) династии Набонида (556—539 до н. э.) и было внесено в повествование об Аврааме.

### Завет Бога c Авраамом
Согласно историку И. Р. Тантлевскому, в рассказе о заключении завета между Богом и Авраамом (Быт. 15:9—18) нашла отражение практика заключения союза (завета), при котором договаривающиеся стороны проходили между частями рассечённого животного. В еврейском языке заключение Завета часто описывается идиомой «разрубить Завет». Похожее выражение встречается в тексте из сирийской Катны (XV век до н. э.), а также в аморейских текстах из Мари, где заключение союза описывается выражением «убить ослёнка».

### Датировка времени написания
Большинство современных историков пришло к выводу, что не только предания о патриархах, но и их запись в дошедшей до нас литературной форме относятся к очень древнему периоду, хотя, по всей вероятности, они были зафиксированы в период царей (после X века до н. э.).

### Имена
Этимология имени Аврам означает «великий отец», «отец высок (возвышен)» или «отец великолепен» и является краткой формой имени Авирам. Полученное Аврамом после заключения завета имя Авраам означает «отец множества», по библейскому истолкованию (Быт. 17:5) — «отец множества народов (племен)», существует мнение, что такое истолкование является результатом «народной этимологии». Православная энциклопедия приводит дополнительное значение имени Авраам — «отец высоты». В отличие от имён Исаака, Иакова-Израиля и его сыновей, имя Авраама никогда не используется в Библии для обозначения местностей или колен. Имя Авраам, возможно, является диалектным вариантом имени Аврам, и встречается в египетских текстах XVIII века до н. э. в форме Aburahana.

## В философии
История жертвоприношения Исаака, как пример столкновения моральных норм и божественного повеления, рассматривалась рядом философов нового и новейшего времени, так или иначе решавших проблему соотношения морали и религии. Иммануил Кант, чья этика декларирует полную автономность морали «в силу чистого практического разума» и независимость её от религии (и, более того, зависимость веры в Бога от предписаний морали), приводит в трактате «Спор факультетов» ответ, который Авраам должен был дать на приказ принести в жертву своего сына:

То, что я не должен убивать своего доброго сына, совершенно очевидно, а то, что ты, являющийся мне, есть Бог, в этом я не уверен и не могу быть уверен даже в случае, если бы он (голос) раздался со зримых небес.
По Канту, Авраам мог быть уверен, что услышанный им голос не принадлежит Богу. Приказание совершить что-либо противоречащее моральному закону не может, по Канту, исходить от Бога, каким бы величественным ни казалось человеку явление Бога и как бы оно ни казалось ему стоящим выше природы, человек должен принимать его за иллюзию.
Сёрен Кьеркегор, посвятивший проблеме трактовки жертвоприношения Исаака книгу «Страх и трепет», признаёт вслед за Кантом, что с этической точки зрения такое жертвоприношение было бы просто убийством. Но Авраам, по Кьеркегору, «перешагивает через всё этическое, и вне его он обретает более высокую цель, в отношении к которой он и устраняет этическое». Кьеркегор говорит о «телеологическом упразднении этического», возможном для человека, живущего религиозной жизнью (в противоположность людям, живущим, по терминологии Кьеркегора, эстетически или этически). «Вера как раз и есть тот парадокс, что единичный индивид стоит выше всеобщего» (то есть всеобщие моральные нормы); «существует абсолютный долг перед Богом», по сравнению с которым «этическое оказывается сведенным к относительному». Авраам — «рыцарь веры», верующий «силой абсурда». При этом его вера не является верой в то, что Бог отменит своё приказание, или верой в будущую жизнь: Авраам собирался совершить жертвоприношение и при этом «верил в противоречие» — в то, что он «состарится на этой земле, почитаемый своим народом, благословенный в своём роде, незабвенный в Исааке — любимейшем в его жизни».
Развивая идеи Кьеркегора, Жан-Поль Сартр в знаменитом эссе «Экзистенциализм — это гуманизм» использует введённое им выражение «тревога Авраама» для утверждения абсолютной свободы и одновременно абсолютной ответственности человека:

Мне вовсе не обязательно быть Авраамом, и тем не менее на каждом шагу я вынужден совершать поступки, служащие примером для других. Для каждого человека все происходит так, как будто взоры всего человечества обращены к нему и будто все сообразуют свои действия с его поступками. И каждый человек должен себе сказать: действительно ли я имею право действовать так, чтобы человечество брало пример с моих поступков? Если же он не говорит себе этого, значит, скрывает от себя свою тревогу. Речь идет здесь не о том чувстве, которое ведёт к квиетизму, к бездействию. Это — тревога, известная всем, кто брал на себя какую-либо ответственность.

## В искусстве и литературе

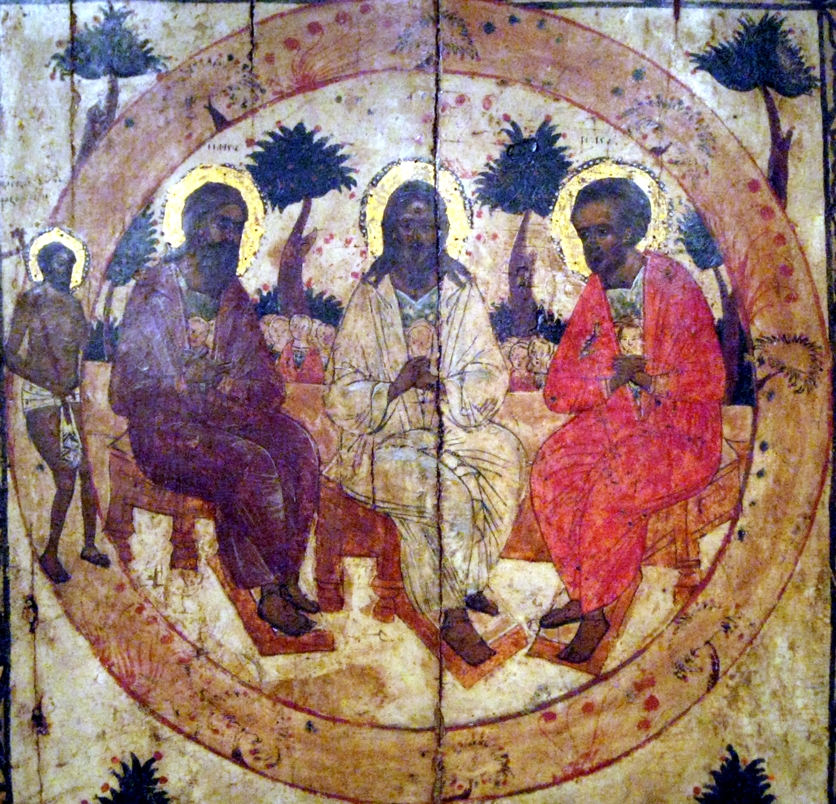
Лоно Авраамово: Авраам, Исаак и Иаков изображены сидящими за столом, с душами праведников, представленных в виде младенцев. Фрагмент северных врат иконостаса, XVII век, Нижний Новгород

### В изобразительном искусстве
- Питер Ластман: «Жертвоприношение Авраама» (1616, Лувр), «Авраам на Пути в Ханаан» (1614).
- Гюстав Доре: «Три ангела посещают Авраама» (1852).

### В кинематографе
- «Библия» (Италия, США, 1966), режиссёр Джон Хьюстон. В роли Авраама — Джордж Скотт.
- «Авраам: Хранитель веры» (США, Италия, Великобритания, 1994), режиссёр Джозеф Сарджент — телевизионный фильм о жизни Авраама. В роли Авраама — Ричард Харрис.
- «Ибрахим: Друг Аллаха» (Иран, 2005), режиссёр Мохаммад Реза Варзи. В роли Авраама — Мохаммад Садеги.
- «Библия» (мини-сериал) (США, 2013). В роли Авраама — Гари Оливер.